# Kärevere (Suure-Jaani)
Kärevere – wieś w Estonii, w prowincji Viljandi, w gminie Suure-Jaani.